# Реймер, Александр Александрович
Алекса́ндр Алекса́ндрович Ре́ймер (род. 6 апреля 1958, Старицкое, Беляевский район, Оренбургская область, СССР) — директор Федеральной службы исполнения наказаний (ФСИН России) в 2009—2012 годах, генерал-полковник внутренней службы (лишен звания в 2017 году), кандидат юридических наук. 
Под началом Реймера была проведена реформа ФСИН, позднее признанная провальной. В 2017 году приговорён к 8 годам лишения свободы за хищение почти 3 млрд рублей при закупке электронных браслетов.

## Биография
Родился 6 апреля 1958 года в селе Старицкое Беляевского района Оренбургской области. В 1975 году окончил среднюю школу № 10.
С 1975 года по 1979 год учился в Омской высшей школе милиции МВД СССР, член КПСС.
С 1979 по 1985 год, согласно официальному сайту Министерства юстиции Российской Федерации — инспектор, старший инспектор уголовного розыска, начальник оперативно-розыскного отделения отдела внутренних дел Новотроицкого горисполкома Оренбургской области. Но на официальном сайте ФСИН России указано, что Реймер занимал эти три должности в течение 1985 года.
С 1985 года по 1986 год — оперуполномоченный оперативно-розыскного отделения, заместитель начальника ИВС по оперативной работе ОВД Бузулукского горрайисполкома Оренбургской области.
С 1986 года по 1989 год — заместитель начальника, а с 1989 по 1993 — начальник ОВД Гайского горрайисполкома Оренбургской области.
С 1993 года по 2001 год — возглавлял Управление внутренних дел города Орска Оренбургской области.
В 2001 году назначен на должность первого заместителя начальника УВД Оренбургской области — начальника криминальной милиции. А в 2004 году назначен начальником Управления внутренних дел Оренбургской области.
С 2006 года по 2009 год — начальник Главного управления МВД России по Самарской области.
3 августа 2009 года назначен на должность директора Федеральной службы исполнения наказаний.
В 2010 году указом Президента Российской Федерации Д. А. Медведевым присвоено специальное звание генерал-полковник внутренней службы.
26 июня 2012 года освобождён от занимаемой должности.

## Уголовное преследование
30 марта 2015 года задержан по обвинению в мошенничестве при закупке электронных браслетов для арестантов.
Реймер, его бывший заместитель Николай Криволапов, а также Виктор Определёнов (бывший директор ФГУП «Центр информационно-технического обеспечения и связи» ФСИН России) обвинялись по ч. 4 ст. 159 УК РФ (мошенничество в особо крупном размере совершенное группой лиц). Им вменялось хищение 2,7 млрд рублей бюджетных средств. Четвёртый фигурант дела — Николай Мартынов, заключил досудебное соглашение о сотрудничестве и дал необходимые следствию показания. Замоскворецкий суд Москвы приговорил его к 3 годам и 8 месяцам колонии.
13 июня 2017 года Замоскворецкий суд Москвы признал Реймера виновным, и приговорил его к 8 годам лишения свободы. Также суд лишил его звания генерал-полковника и назначил штраф 800 тыс. рублей. Первоначально Коллегия по уголовным делам Мосгорсуда освободила Реймера от уплаты штрафа, оставив в остальном приговор Замоскворецкого суда без изменений, но в августе 2018 года иск о взыскании 2,2 млрд рублей Замоскворецким судом Москвы был удовлетворен.
Для отбывания наказания был этапирован в Калининградскую область, в колонии работал библиотекарем.
В феврале 2020 года суд постановил освободить Реймера из заключения по УДО, но позже по апелляции прокуратуры это решение было отменено.

## Награды
- Орден Почёта
- Медаль ордена «За заслуги перед Отечеством» II степени
- Медали.